# Réacteur B

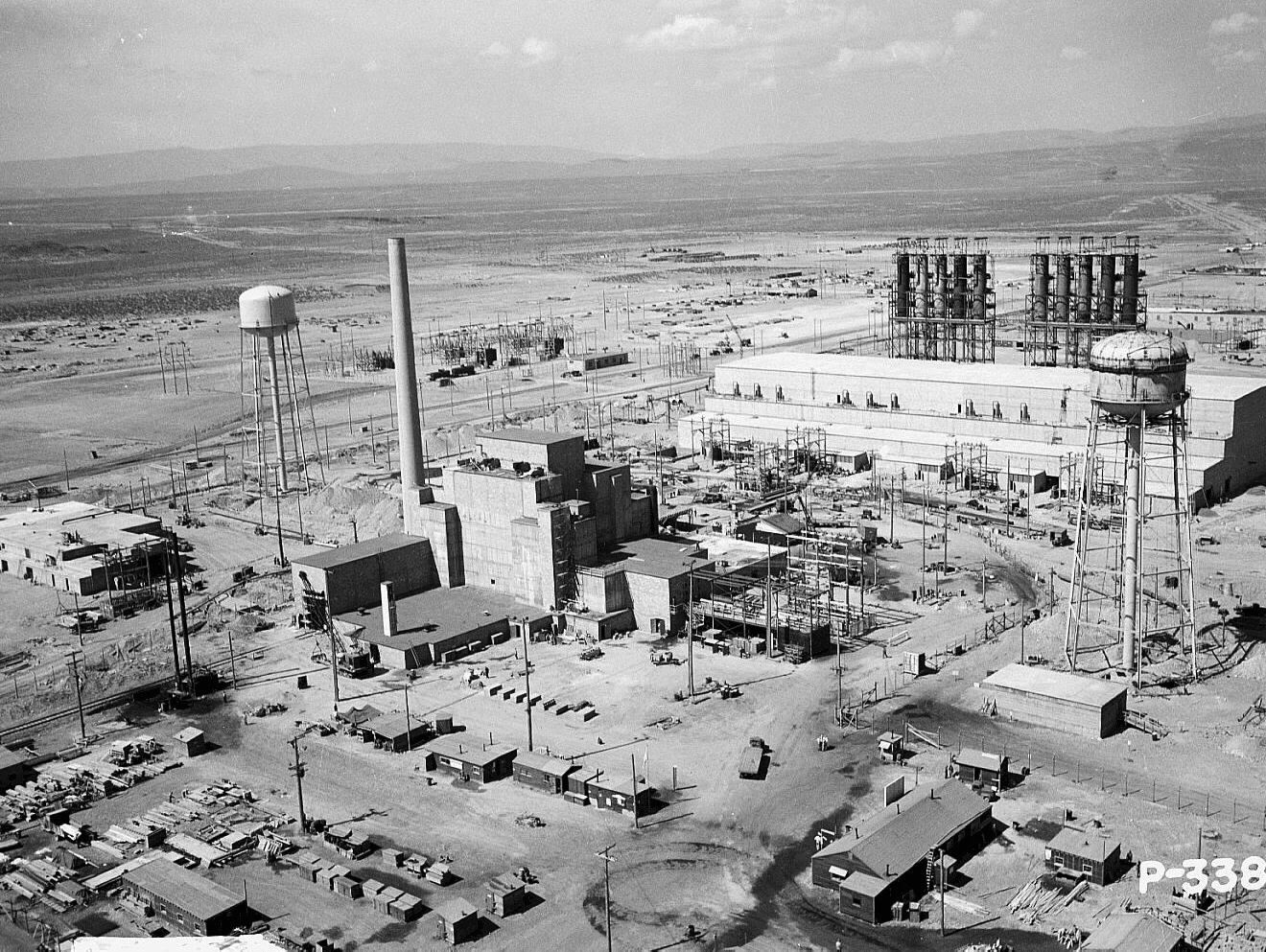
Le réacteur B en 1944.

Le réacteur B, situé dans le complexe nucléaire de Hanford près de Richland dans l'État de Washington, est le premier réacteur nucléaire de grande taille destiné à la production de plutonium au monde.